# Флоуинг (тауншип, Миннесота)
Флоуинг (англ. Flowing) — тауншип в округе Клей, Миннесота, США. На 2000 год его население составило 97 человек.

## География
По данным Бюро переписи населения США площадь тауншипа составляет 93,1 км², из которых 93,0 км² занимает суша, а 0,1 км² — вода (0,06 %).

## Демография
По данным переписи населения 2000 года здесь находились 97 человек, 33 домохозяйства и 26 семей. Плотность населения —  1,0 чел./км². На территории тауншипа расположено 34 постройки со средней плотностью 0,4 построек на один квадратный километр. Расовый состав населения: 98,97 % белых и 1,03 % коренных американцев.
Из 33 домохозяйств в 45,5 % воспитывались дети до 18 лет, в 72,7 % проживали супружеские пары, в 3,0 % проживали незамужние женщины и в 21,2 % домохозяйств проживали несемейные люди. 21,2 % домохозяйств состояли из одного человека, при том 15,2 % из — одиноких пожилых людей старше 65 лет. Средний размер домохозяйства — 2,94, а семьи — 3,42 человека.
29,9 % населения — младше 18 лет, 10,3 % — в возрасте от 18 до 24 лет, 24,7 % — от 25 до 44, 27,8 % — от 45 до 64, и 7,2 % — старше 65 лет. Средний возраст — 37 лет. На каждые 100 женщин приходилось 86,5 мужчин. На каждые 100 женщин старше 18 приходилось 88,9 мужчин.
Средний годовой доход домохозяйства составлял 66 875 долларов, а средний годовой доход семьи —  66 875 долларов. Средний доход мужчин —  59 375  долларов, в то время как у женщин — 17 500. Доход на душу населения составил 24 326 долларов. За чертой бедности не находились ни одна семья и ни один человек.